# Shenmue

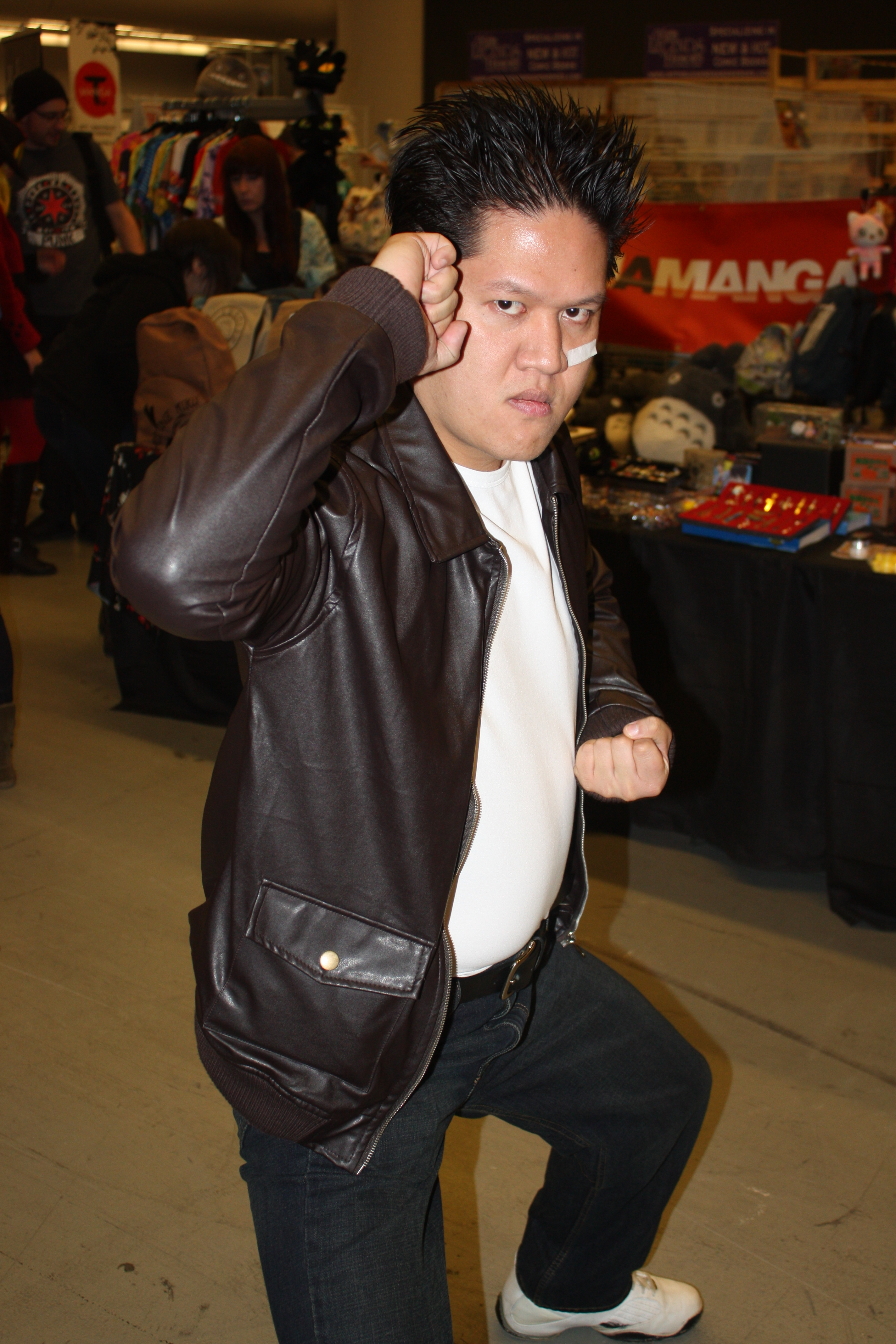
En person utklädd till Ryo Hazuki, spelets huvuperson.

Shenmue (シェンムー) är ett äventyrsspel till Sega Dreamcast, som utkom i Japan den 29 december 1999 och i Europa den 1 december 2000.
Handlingen börjar den 29 november 1986, i rollen som Ryo Hazuki ska spelaren hitta och ta hämnd på Lan Di, den mystiske person som mördade Ryos far, Iwao Hazuki. Spelet utspelar sig i Japan under 1980-talet. Spelet fick en uppföljare, Shenmue II, som utkom i Japan den 6 september 2001, och i Europa den 23 november 2001. Spelen är regisserade av Yu Suzuki, som är anställd hos Sega AM2. Spelet släpptes tillsammans med Shenmue II i ny utgåva till Playstation 4, Xbox One och Windows 2018. Dom nya versionerna har ny grafik, kontrollintsällningar och möjlighet att välja engelskt eller japanskt tal.

## Spelupplägg
De två spelen utmärkte sig genom deras försök att simulera verkligt stadsliv. Tiden tickar på oavsett vad spelaren gör, vilket betyder att ett avtalat möte ett visst klockslag verkligen inträffar då. För att få pengar måste spelaren ta jobb som utförs i samma (snabba) realtid.
Spelaren kan vid strider gå över till Beat 'em up. Vid speciella tillfällen måste spelaren trycka en knappkombination som visas på skärmen, vid så kallade Quick Time Events (QTE). Om knappkombinationen går fel kan det sluta illa.

## Karaktärer

### Ryo Hazuki
Ryo Hazuki är huvudpersonen. Hans far Iwao Hazuki mördas inledningsvis av en mystisk person vid namn Lan Di och Ryo gör allt för att få sin hämnd, samt ta reda på anledningen till mordet. Han börjar sin jakt i Yokosuka, Japan, och därifrån tar han sig till Hongkong och vidare långt in i Kina.

### Iwao Hazuki
Iwao Hazuki är fadern till huvudkaraktären Ryo Hazuki. Iwao Hazuki uppfostrades till att vara näst intill den bästa inom kampsport. Iwao Hazuki dör i inledningen till det första spelet, vilket är anledningen till att Ryo Hazuki påbörjar sitt äventyr.

### Nozomi
Nozomi är Ryos närmsta vän i det första spelet, en vänskap som är nära att bli en romans i. Hennes mormor har en blomsterhandel i stan som hon hjälper henne med. Hon flyttar dock till Kanada och dyker inte upp i uppföljaren.

### Lan Di
Mannen som mördar Ryos pappa.

## Utmärkelser
Shenmue togs emot positivt av recensenterna.

## Andra framträdanden
Ryo Hazuki medverkar också i racingspelet Sonic & Sega All-Stars Racing tillsammans med bland annat Sonic the Hedgehog.